# 桑塞河运河
桑塞河运河（法語：Canal de la Sensée，法語發音：[kanal də la sɑ̃se]）是法国北部的一条运河，长25公里。该工程开发于拿破仑时代，1806年3月，帝国政府下令建造一条运河，连接斯卡爾普河与埃斯科河。1819年6月，桑塞河运河在奥古斯丁·奥诺雷的指挥下开始施工。1820年11月，桑塞河运河正式通航。